# Palonín

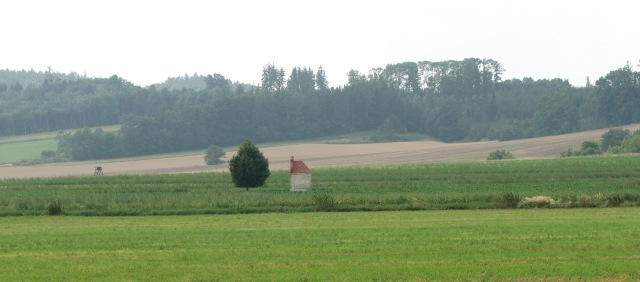
Votivkapelle der hl. Paulina von Thüringen

Palonín (deutsch Pollein) ist eine Gemeinde in Tschechien. Sie liegt sechs Kilometer südlich von Mohelnice und gehört zum Okres Šumperk.

## Geographie
Palonín befindet sich am südlichen Ende der Mohelnická brázda (Müglitzer Furche). Im Norden fließt die Třebůvka, östlich liegt das breite Tal der March. Im Südosten erhebt sich der Třesín (345 m), westlich die Stádla (360 m) und im Nordwesten der Hájek (319 m). Nordöstlich verläuft die Schnellstraße R 35/E 442, dort liegt auch die Abfahrt 218 Palonín.
Nachbarorte sind Moravičany im Norden, Doubravice und Mitrovice im Nordosten, Nový Mlýny im Osten, Řimice, Kozílek und Červená Lhota im Südosten, Trpín, Hrabí und Olešnice im Süden, Podolí und Obectov im Südwesten, Markrabka, Bradlec und Vlčice im Westen sowie Žádlovice und Loštice im Nordwesten.

## Geschichte
Seit dem 9. Jahrhundert befand sich an der südlichen Peripherie des heutigen Dorfes eine slawische Siedlung, die bis ins 13. Jahrhundert bestand. Die erste schriftliche Erwähnung des Dorfes mit zwei Vorwerkshöfen erfolgte im Jahre 1353, als Palonín zur Hälfte Benesch von Wildenstein gehörte. 1379 überließ Bischof Albrecht von Sternberg Palonín zusammen mit Moravičany der „Maria Dornbusch“ gewidmeten Kartause Tržek. Später gehörte das Dorf zu den Gütern der Kartause Dolany, die während der Hussitenkriege erlosch. Danach gehörte es zum Besitz der Kartause Olmütz. Sie wurde 1782 im Rahmen der Josephinischen Reformen aufgehoben und Palonín wurde Teil der weltlichen Herrschaft Doubravice. 1815 entstand in Palonín eine Dorfschule. Im Jahre 1834 lebten in den 72 Häusern des Dorfes 520 Menschen. Palonín war ein rein landwirtschaftliches Dorf.
Nach der Aufhebung der Patrimonialherrschaften bildete Polonín/Pollein eine Gemeinde im Bezirk Hohenstadt. 1893 wurde in Polonín eine erste genossenschaftliche Molkerei in Mähren gegründet. 1900 hatte die Gemeinde 582 Einwohner und bestand aus 84 Häusern. Nach dem Münchner Abkommen verblieb Palonín, dessen Bevölkerung 1930 bis auf drei Deutsche ausschließlich tschechisch war, 1938 bei der Tschechoslowakei und wurde dem Okres Litovel zugeordnet. Nach dem Ende des Zweiten Weltkrieges kam die Gemeinde zum Okres Zábřeh zurück. 1950 lebten in den 107 Häusern des Dorfes 402 Menschen. Seit 1961 gehört die Gemeinde zum Okres Šumperk. 1991 bestand Palonín aus 106 Wohnhäusern und hatte 358 Einwohner.

## Ortsgliederung
Für die Gemeinde Palonín sind keine Ortsteile ausgewiesen.

## Sehenswürdigkeiten

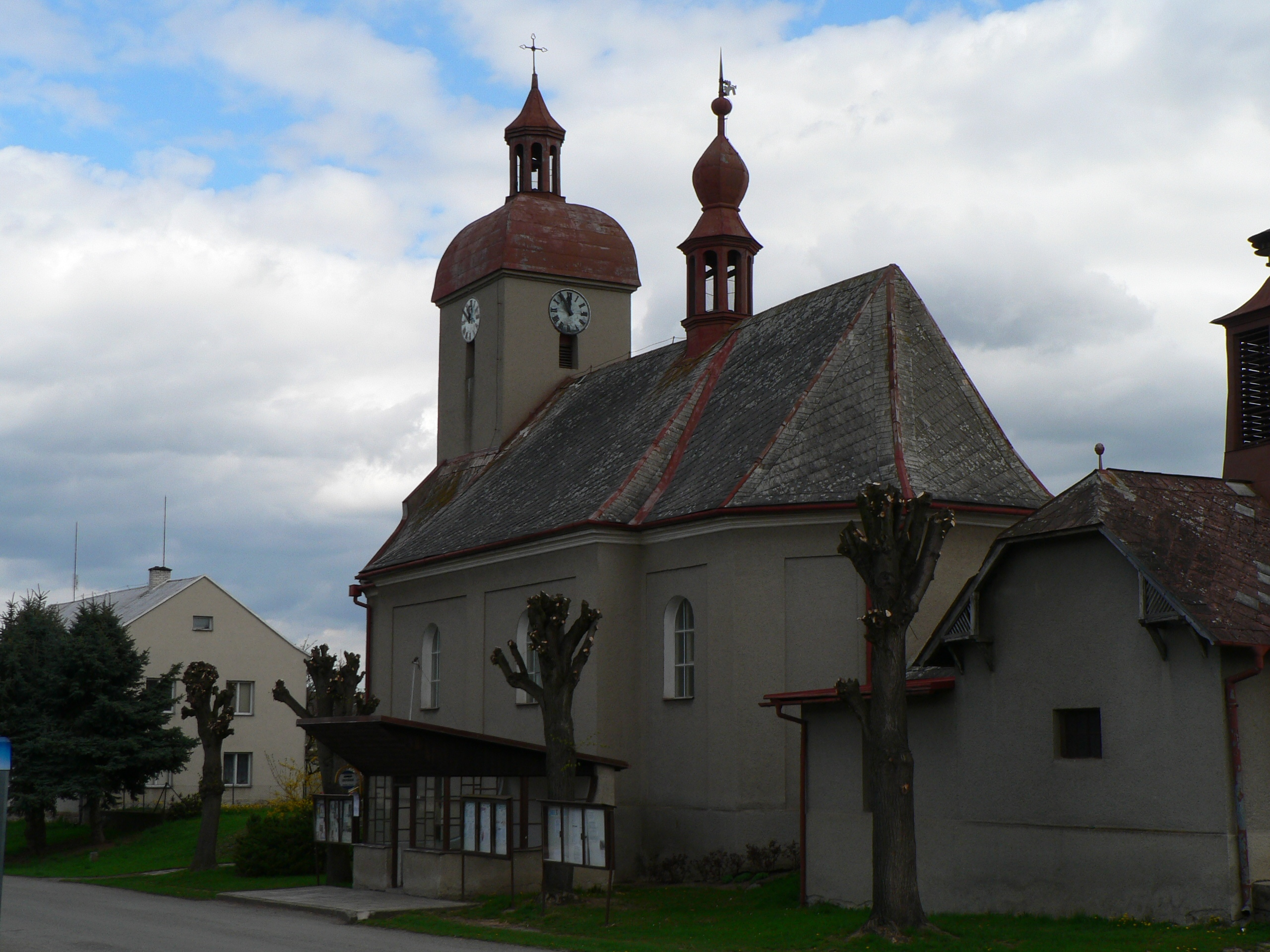
Kirche St. Josef

- Kirche St. Josef, erbaut 1830–1833
- mehrere Bauernhöfe mit Arkaden in Volksbauweise aus der Mitte des 19. Jahrhunderts
- Kapelle der Heiligen Familie
- Votivkapelle der hl. Paulina von Thüringen am Weg nach Loštice, errichtet 1720 nach einer Pestepidemie
- Statue des hl. Johannes von Nepomuk, am unteren Ortsausgang, geschaffen 1716
- jüdischer Friedhof, angelegt 1554, am Fuße des Hájek nordwestlich des Dorfes
- Karsthügel Třesín, südöstlich des Ortes

## Söhne und Töchter der Gemeinde
- Stanislav Lolek (1873–1936), der Maler wurde als Sohn des nordmährischen Geschichtsschreibers und Volkskundlers Jakub Lolek (1845–1917) geboren, der von 1871 bis 1888 in Palonín als Lehrer wirkte
- Antonín Smital, auch Anton Smital (1863–1897), tschechisch-deutscher Schriftsteller und Übersetzer